# Maria Teresa Nowak
assinatura
Maria Teresa Nowak (Chorzów; 31 de Março de 1950 — ) é uma política da Polónia. Ela foi eleita para a Sejm em 25 de Setembro de 2005 com 9866 votos em 31 no distrito de Katowice, candidata pelas listas do partido Prawo i Sprawiedliwość.
Ela também foi membro da Sejm 2001-2005.